# Eternismo
Eternismo ou eternalismo é uma abordagem filosófica para a natureza ontológica do tempo, segundo a qual todos os pontos no tempo são igualmente "reais", em oposição à ideia presentista de que só o presente é real, e à teoria do tempo crescente de Bloco Universal, em que o passado e o presente são reais, enquanto o futuro não é. Defensores modernos costumam ter uma inspiração de como o tempo é modelado como uma dimensão da teoria da relatividade, dando lugar a uma ontologia semelhante à do espaço (embora a ideia básica remonte, pelo menos, à Teoria-B do tempo de J. M. E. McTaggart, tendo sido publicada pela primeira vez em The Irreality of Time em 1908, apenas três anos após o primeiro artigo sobre a relatividade). Isto significaria que o tempo é apenas uma outra dimensão, que os eventos futuros são "já estão lá", e que não há fluxo objetivo de tempo. É, por vezes, referido como o "bloco de tempo" ou teoria do "bloco universal" devido a sua descrição do espaço-tempo como um "bloco" imutável de quatro dimensões, em oposição à visão do mundo como um período de espaço tridimensional, modulado pela passagem do tempo.

## Problemas com o Fluxo do Tempo
Convencionalmente, o tempo está dividido em três regiões distintas; o "passado", o "presente" e o "futuro". Usando esse modelo de representação, o passado é geralmente visto como sendo imutavelmente fixo, e o futuro como indefinido e nebuloso. Conforme o tempo passa, o momento em que era uma vez o presente torna-se parte do passado; e parte do futuro, por sua vez, torna-se o novo presente. Desta forma, o tempo é dito passar por momentos distintos de "movimento" em direção ao futuro e deixando o passado para trás.
Dentro dessa compreensão intuitiva de tempo, está a filosofia do presentismo, que defende que só o presente existe. Segundo essa teoria, o presente não se deslocaria para a frente através de um ambiente de tempo, movendo-se a partir de um ponto real no passado e para um ponto real no futuro. Em vez disso, o presente simplesmente mudaria. O passado e o futuro não existiriam e seriam apenas conceitos usados para descrever o real, isolado, e mutável presente.
Este modelo convencional apresenta uma série de problemas filosóficos difíceis, e parece difícil se conciliar com as teorias científicas actualmente aceitas, tais como a teoria da relatividade.